# دورة فرنسا المفتوحة 1973
قائمة بطولات دورة رولان غاروس لعام 1973:

## الكبار

### فردي رجال
إيلي ناستاسي هزم  نيكولا بيليك، النتيجة: 6-3, 6-3, 6-0
ناستاسي لم يخسر أي مجموعة خلال البطولة 

### فردي سيدات
مارغريت كورت هزمت  كريس إيفيرت, النتيجة: 6-7, 7-6, 6-4

### زوجي رجال
جون نيوكومب و توم أوكر هزما  جيمي كونرز و إيلي ناستاسي, النتيجة: 6-1, 3-6, 6-3, 5-7, 6-4

### زوجي سيدات
مارغريت كورت و فيرجينيا ويد هزمتا  فرانسيس دور و بيتي ستوف, النتيجة: 6-2, 6-3

### زوجي مختلط
فرانسيس دور و جان كلود باركلاي هزما  بيتي ستوف و باتريك دومينغوز, النتيجة: 6-1, 6-4